# 충무급 구축함
충무급(Chung Mu)은 대한민국 해군이 최초로 도입한 구축함이다. 1963년 5월에 충무(DD-91)함부터 첫 도입하였고, 1968년에 서울(DD-92)함과 부산(DD-93)함을 추가로 도입해 총 3척가량 운용했다. 1982년부터 퇴역하기 시작했고, 마지막 한 척은 1993년 3월에 고철로 폐선처리되었다.

## 역사
대한민국 해군은 1963년 미국 군사지원 프로그램의 일환으로 플레처급 구축함 3척을 미국으로부터 대여방식으로 도입했다. 이것은 대한민국 해군의 첫 구축함이었다.
충무급 구축함은 2차 세계 대전 동안 미 해군이 사용한 플레처급 구축함 3척으로 구성되었으며, 1950년대초에 전자 및 무장에서 약간 현대화되었다. 한때 1960년대 대한민국 해군의 중추를 이루었던 핵심 전투함이었다. 1974년 11월에 미국으로부터 완전구매로 미 해군 함대 목록에서 제적됨과 동시에 한국 함대 목록에 편입되었다. 4년후인 1978년에 선체번호 91 ~ 93에서 911 ~ 913으로 변경되었다.
충무급 구축함은 1980년대까지 계속 사용되었고, 그 시점에서 급격한 노후화로 1980년대 중후반 충북급 구축함과 울산급 호위함에게 해상임무를 넘겼다. 1982년과 1993년 사이에 모두 퇴역 및 고철스크랩되었다.

## 특징
대한민국 해군이 인수하기 전에, 플레처급 구축함들은 상당히 현대화되었다. 2개의 쿼드 포와 1개의 트윈 포가 남아있는 동안 20mm Oerlikon 대포는 모두 제거되었다. 전자제품은 현대화되었고 돛대는 삼각대 돛대로 대체되었다. 모든 함선은 배 양쪽에 Mk.44 어뢰 발사관를 장착했다.

## 함명 목록
| 함번         | 함명                     | 진수       | 취역       | 재취역     | 퇴역       |
| ------------ | ------------------------ | ---------- | ---------- | ---------- | ---------- |
| DD-91/DD-911 | 충무 (USS Erben)         | 1942-10-28 | 1943-03-21 | 1963-05-16 | 1993-03-31 |
| DD-92/DD-912 | 서울 (USS Halsey Powell) | 1943-02-03 | 1943-06-30 | 1968-04-27 | 1982-01-15 |
| DD-93/DD-913 | 부산 (USS Hickox)        | 1943-03-12 | 1943-07-04 | 1968-11-15 | 1989-04-30 |